# Суордахский наслег
Суордахский наслег — сельское поселение в Верхоянском районе Якутии Российской Федерации.
Административный центр — село Суордах.

## История
Статус и границы сельского поселения установлены Законом Республики Саха (Якутия) от 30 ноября 2004 года N 173-З N 353-III «Об установлении границ и о наделении статусом городского и сельского поселений муниципальных образований Республики Саха (Якутия)».

## Население
| 2002 | 2010 | 2011 | 2012 | 2013 | 2014 | 2015 |
| ---- | ---- | ---- | ---- | ---- | ---- | ---- |
| 407  | ↘354 | →354 | ↘349 | ↗353 | ↗355 | ↗359 |
| 2016 | 2017 | 2018 | 2019 | 2020 | 2021 |      |
| ↘356 | ↘355 | ↘351 | ↘338 | ↗339 | ↘333 |      |

## Состав сельского поселения
| № | Населённый пункт | Тип населённого пункта       | Население |
| - | ---------------- | ---------------------------- | --------- |
| 1 | Суордах          | село, административный центр | ↘333      |